# Шпенд Ахмети
Шпенд А. Ахмети (Приштина, 18. април 1978) је албански политичар са Косова и Метохије, градоначелник Приштине и председник Социјалдемократске партије Косова. Био је председник Новодуховне партије, која се 2011. спојила са Vetëvendosje и био је потпредседник док није напустио странку 2018. године. Шпенд је завршио 15 година мандата ЛДК у административном центру Косова и Метохије. Он је одржао предавање о јавној политици на Америчком универзитету на Косову пре него што је постао градоначелник.
У првом кругу избора 3. новембра 2013. године, Шпенд је имао око 8.000 гласова иза Иса Мустафе, али је у другом кругу 1. децембра 2013. освојио око 2.500 гласова. Иса је оптужио Шпенда за превару.